# Генрих Старший (герцог Мёдлинга)
Генрих Старший (нем. Heinrich der Ältere; 1158 — 31 августа 1223) — первый герцог Мёдлинга, младший сын Генриха Язомирготта, герцога Австрийского, и младший брат Леопольда V.
После смерти Генриха Язомирготта Леопольд вступил на престол Австрийского герцогства и назначил своего младшего брата герцогом Мёдлинга. Сам титул «герцог Мёдлинга» (Dux de Medelich) может ввести в заблуждение, так как Мёдлинг никогда не был отдельным герцогством, хотя им и правили Генрих Старший и его сын Генрих Младший. В управление Генриху была отдана территория от Лизинга, сегодня входящего в состав Вены, и до Брук-ан-дер-Лайта. Генрих Старший продолжил строительство замка неподалёку от Мёдлинга, который затем был расширен его сыном.
Генрих Старший мало интересовался военными делами и посвящал себя больше культуре и искусству. Долгое время его гостем был известный миннезингер Вальтер фон дер Фогельвейде. Под покровительством Генриха Старшего Мёдлинг пережил свой расцвет, став одним из центром культуры и искусства.
В 1179 году Генрих женился на Риксе (или Раиксе), дочери Владислава II, короля Чехии, от второй жены Ютты Тюрингской. У пары родился один ребёнок, сын Генрих Младший, занявший после смерти отца престол Мёдлинга. В 1182 году Рикса умерла. Генрих второй раз не женился.
Генрих после смерти был захоронен рядом с Риксой в усыпальнице рода Бабенбергов в монастыре Хайлигенкройц.